# Делл (Монтана)
Делл (англ. Dell) — невключённая община в округе Беверхэд, штат Монтана, Соединённые Штаты Америки.

## Общие сведения
Делл лежит на Большой Овечьей Дороге рядом с I-15 и к северо-западу от Лаймы.
В нескольких километрах от общины расположен одноимённый аэропорт.
Хотя Делл является невключённой, она имеет почтовое отделение с ZIP-кодом 59724.